# Tanjung Jati (Lemong)
Tanjung Jati is een bestuurslaag in het regentschap Lampung Barat van de provincie Lampung, Indonesië. Tanjung Jati telt 357 inwoners (volkstelling 2010).